# Comté d'Ashland (Ohio)
Pour les articles homonymes, voir Comté d'Ashland.
Le comté d'Ashland, en anglais : Ashland County, est un des 88 comtés de l'État de l'Ohio, aux États-Unis.
Son siège est fixé à Ashland.
Le comté doit son nom à « Ashland », la maison du sénateur Henry Clay près de Lexington. Il a été formé en 1846 à partir de parties des comtés de Huron, Lorain, Richland et Wayne.

## Subdivisions administratives

### Villes
- Ashland (siège du comté)

### Villages
- Bailey Lakes
- Hayesville
- Jeromesville
- Loudonville
- Mifflin
- Perrysville
- Polk
- Savannah

### Cantons civils

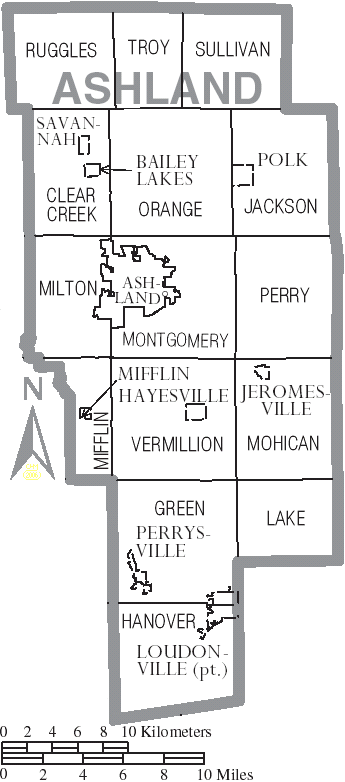
Carte des municipalités et subdivisions du comté d'Ashland

- Clear Creek
- Green
- Hanover
- Jackson
- Lake
- Mifflin
- Milton
- Mohican
- Montgomery
- Orange
- Perry
- Ruggles
- Sullivan
- Troy
- Vermillion

### Secteurs statistiques
- Cinnamon Lake

### Autres divisions non constituées
- Albion
- Mohicanville
- Nankin
- Nova
- Paradise Hill
- Redhaw
- Rowsburg
- Ruggles
- Sullivan
- Widowville